# ویلیام سارویان
ویلیام سارویان (‎/səˈrɔɪən/‎ ‏ ۳۱ اوت ۱۹۰۸–۱۸ مه ۱۹۸۱) رمان‌نویس، نمایش‌نامه‌نویس، short story writer ارمنی-آمریکایی بود. ساروسان در سال ۱۹۴۰ برنده جایزه پولیتزر برای نمایش‌نامه شد و برای اقتباس سینمایی از روی رمان کمدی انسانی وی برنده جایزه اسکار بهترین داستان در سال ۱۹۴۳ شد.
او در بیانیه خبری کالج دیکنسون به عنوان «یکی از برجسته‌ترین چهره‌های ادبی اواسط قرن بیستم» توصیف شده است.

## زندگی

### ابتدای زندگی

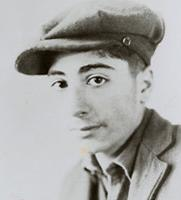
سارویان در جوانی

ویلیام سارویان در روز ۳۱ اوت ۱۹۰۸ در فرزنو، کالیفرنیا به دنیا آمد. والدین وی آرمناک و تاگوهی از ارمنیان بیتلیس در امپراتوری عثمانی بودند. پدر وی در سال ۱۹۰۵ به نیویورک نقل مکان و به عنوان واعظ در کلیسای حواری ارمنی شروع به کار کرد.

در ۳ سالگی پس از مرگ پدر به همراه برادر و خواهرانش به یتیم‌خانه‌ای در اوکلند، کالیفرنیا سپرده شد. وی دیرتر تجربیات خویش در یتیم‌خانه را در نوشته‌هایش توصیف نمود. پنج سال بعد خانواده در فرزنو به همدیگر ملحق شدند و مادرش در یک قنادی مشغول به کار شد.
سارویان پس از اینکه مادرش تعدادی از نوشته‌های پدرش را به وی نشان داد تصمیم گرفت که نویسنده شود. نخستین داستان‌های وی در دهه ۱۹۳۰ میلادی به چاپ رسید. در میان این داستان‌ها «چرخ شکسته» که با نام سیراک گوریان نوشته بود، در سال ۱۹۳۳ در نشریه ارمنی هایرنیک چاپ شد.

### حرفه

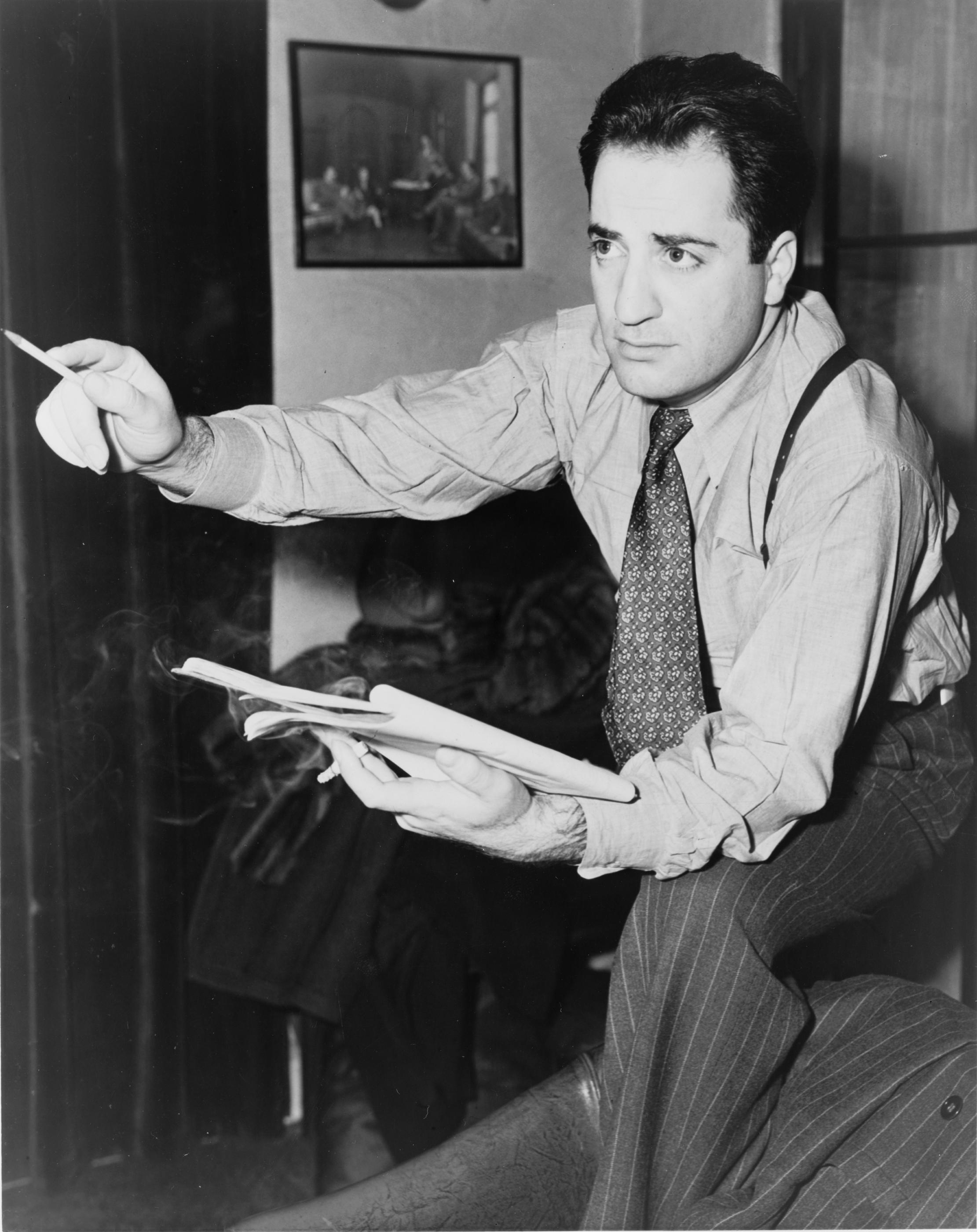
سارویان در سال ۱۹۴۰

سارویان با انتشار داستان «مرد جوان بی‌باک در ذوزنقه پرنده» که عنوان آن از ترانه‌ای متعلق به سده ۱۹ (میلادی) گرفته شده در مجله استوری به موفقیت دست یافت.
این شخصیت با نویسنده بی‌پول رمان گرسنگی (۱۸۹۰) نوشته کنوت هامسون شباهت‌ّهایی دارد با این تفاوت که فاقد خشم و پوچ‌گرایی راوی رمان گرسنگی است.
سارویان در جریان جنگ جهانی دوم در نیروی زمینی ایالات متحده آمریکا خدمت کرد. وی در آستوریا، کویینز مستقر شد و بیشتر وقت خویش را در هتل لمباردی در منهتن به دور از شخصیت نظامی گذراند. در سال ۱۹۴۲ در ترکیب یک واحد فیلمسازی به لندن فرستاده شد. سارویان به سرعت فعالیت می‌کرد، سرسختانه نوشته‌های خویش را ویرایش می‌نمود و بیشتر درآمد خویش را صرف مشروب و قمار می‌کرد.
سارویان مقالات ادبی و خاطراتی را به چاپ رساند که در آن افرادی همچون جرج برنارد شاو، ژان سیبلیوس، و چارلی چاپلین را که در اتحاد شوروی و اروپا ملاقات کرده بود مجسم کرده است. در سال ۱۹۵۲ سارویان دوچرخه‌سوار در بورلی هیلز را به چاپ رساند.
یکی از بهترین نمایشنامه‌های سارویان «دوران زندگی تو» است که داستانش در سالن باراندازی در سان‌فرانسیسکو اتفاق می‌افتد. پیش از جنگ سارویان بر روی فیلمنامه مرد محبوب و موفق (۱۹۳۹) بر مبنای نمایشنامه اثر کلیفورد اودتس کار می‌کرد.
سارویان توسط مترو گلدوین مایر برای نگارش فیلمنامه و کارگردانی فیلم کمدی انسانی به استخدام شد.
برنده جایزه اسکار بهترین داستان سال ۱۹۴۳ برای این فیلم شد.

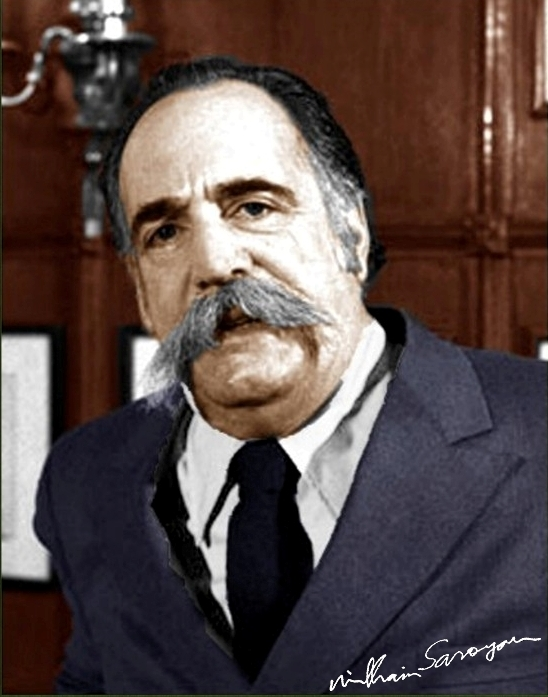
Autographed portrait of Saroyan

در سال ۱۹۷۹ ویلیام سارویان به تالار مشاهیر تئاتر آمریکا راه یافت.

### زندگی خصوصی
سارویان مکاتباتی با سنورا بب نویسنده داشت که ۱۹۳۲ شروع و در ۱۹۴۱ به پایان رسید؛ که از سوی سارویان به روابط عاشقانه بدل گشت.
در سال ۱۹۴۳ سارویان با هنرپیشه‌ای به نام کارول گریس ازدواج نمود این زوج صاحب دو فرزند به نام‌های آرام (کتابی دربارهٔ پدرش نگاشت و منتشر کرد) و لوسی (هنرپیشه) شدند.
سارویان در اثر ابتلا به سرطان پروستات در ۷۲ سالگی در فرزنو درگذشت نیمی از خاکستر وی در کالیفرنیا و نیم دیگر آن در ارمنستان در پانتئون کومیتاس کنار هنرمندانی همچون آرام خاچاتوریان، ماردیروس ساریان (نقاش), سرگئی پاراجانف (کارگردان فیلم) به خاک سپرده شد.

## کتاب‌شناسی

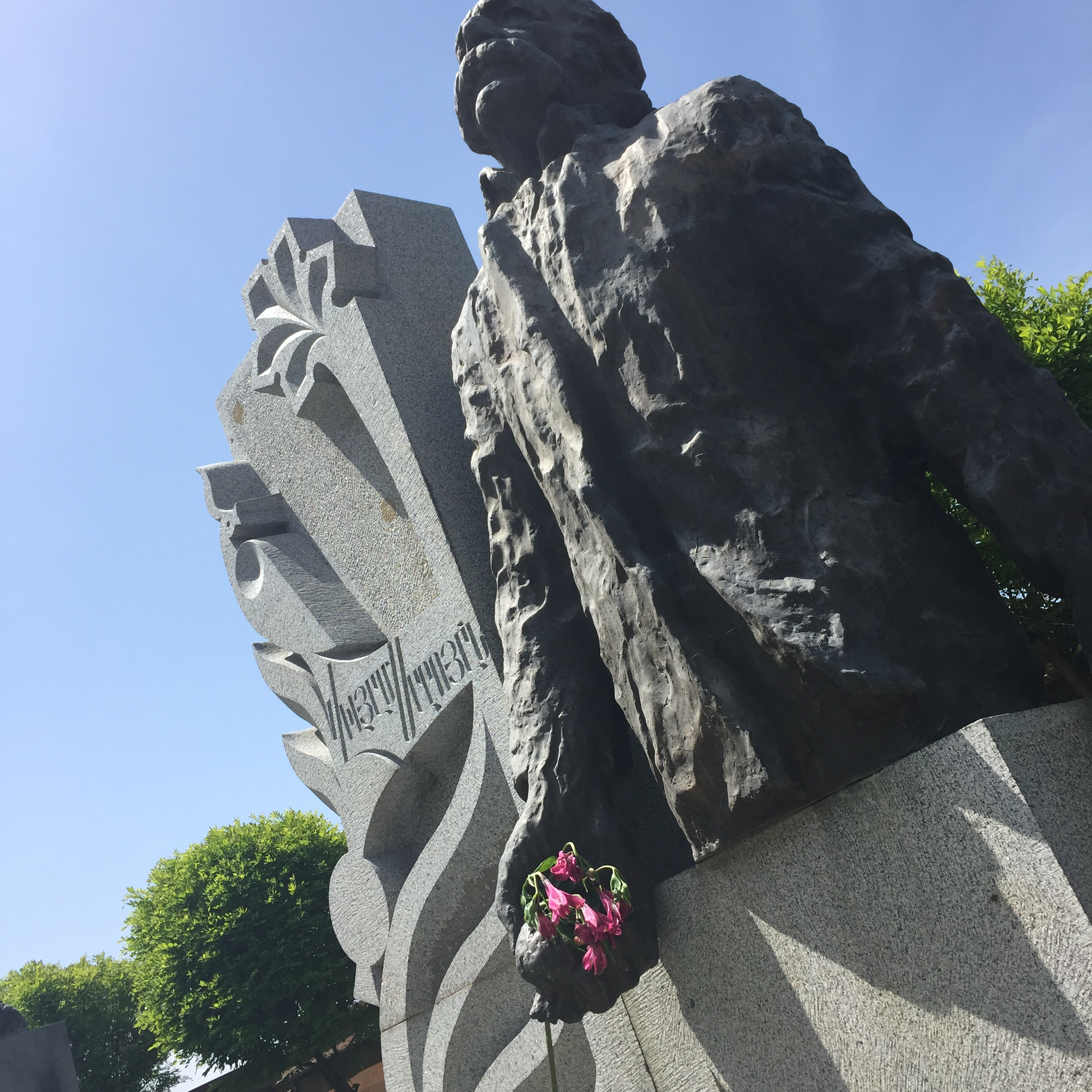
آرامگاه ویلیام سارویان در پانتئون کومیتاس ایروان

### گرسنگان
این کتاب دو نمایشنامه از ویلیام سارویان را شامل می‌شود که عبارت‌اند از «سیرک در مترو» و «گرسنگان». «سیرک در مترو» مجموعه‌ای از هشت نمایش‌نامه کوتاه تک پرده ای است. بخشی از فضای داخل یک مترو منظره اصلی نمایش‌نامه را تشکیل می‌دهد. هر بار که ترن توقف می‌کند، عده‌ای سوار می‌شوند. این اثر توسط روحی افسر به فارسی برگردانده شده است و
نشر گلمهر آن را در سال ۱۳۸۱ منتشر کردهاست.

### کشتار بی گناهان
کشتار بی گناهان نمایشنامه ای است که در این متن، از نبرد میان خیر و شر که با هدف انتقاد از وضع نابسامان جوامع بشری در فاصله جنگ جهانی اول دوم، نوشته شده است. سارویان با تکیه بر این اندیشه که یکی از علل جنگ و خونریزی در جدا کردن راه سیاست و هنر از یکدیگر است به تصنیف چنین کتابی دست زده است. این کتاب با ترجمه ژاله مساعد توسط نشر گلمهر در سال ۱۳۸۱ منتشر شده است.

### دوران زندگی تو
نمایشنامه دوران زندگی تو بود که جایزهٔ پولیتزر را در ۱۹۳۹ از نصیب وی کرد و پس از آن جایزهٔ منتقدان نمایش نیویورک از آن سارویان شد و در ۱۹۴۸ از روی این نمایشنامه فیلمی سینمایی با بازی جیمز کاگنی ساختند. سارویان در پاسداشت زندگی از زبان یکی از شخصیت‌های «دوران زندگی تو» گفته است: «عمیق نفس کشیدن را بیاموز؛ در هنگام غذا خوردن طعم غذا را دریاب، و هنگامی که به خواب می‌روی به واقع بخواب. با تمام توان بکوش تا زندگی کنی، و وقتی می‌خندی با تمام وجود بخند.»

### نام من آرام است
ویلیام سارویان با داستان‌هایی که دربارهٔ اهالی کالیفرنیا و مردمانی که در میان آن‌ها بزرگ شده بود، به شهرت رسید. مجموعه داستان کوتاه او با عنوان نام من آرام است در ۱۹۴۰ منتشر شد و به ماجراهای پسری جوان و خانواده مهاجرش می‌پرداخت، به مجموعه ای پرفروش در جهان بدل شد و ترجمه آن به بسیاری از زبان‌های دنیا این داستان‌ها را در دسترس همگان قرار داد. نام من آرام است، مجموعه‌ای شاد و بدیع از این داستان‌هایی است که شخصیت اصلی آن‌ها، آرام گاروقلانیان، پسر بچه ای شیطون و باهوش است که بسته به نظر خواننده، می‌توان او را با سارویان یکی انگاشت یا جدا از او فرض کرد. نام من آرام است، حاوی داستان‌هایی جذاب و لطیف از زندگی آرام، پسربچه‌ای است که در موقع ورود سیرک سیار به شهر از مدرسه فرار می‌کند و زندگی پرحادثه‌ای را در پیش می‌گیرد. می‌توان گفت که در این اثر سارویان از مارک توین و مخصوصاً، از معروف‌ترین اثر این نویسنده، به‌نام هکلبری‌فین، متأثر شده است چنان‌که آرام شباهت زیادی به هک دارد.
«نام من آرام است» با ترجمه بهزاد قادری توسط انتشارات سپیده سحر در سال ۱۳۸۲ منتشر شد. همین کتاب تحت عنوان «اسم من آرام» توسط قاسم رستمی ترجمه شده و در سال ۱۳۸۹ انتشارات فرهنگ جاوید آن را منتشر کرده است.

## برای مطالعهٔ بیشتر
- Balakian, N. , 1998. The World of William Saroyan.
- Floan, H. R. , 1966. William Saroyan.
- Foster, E. H. , 1984. William Saroyan.
- Foster, E. H. , 1991. William Saroyan: A Study in the Shorter Fiction.
- Gifford, Barry, and Lee, Lawrence, 1984. Saroyan.
- Hamalian, Leo, ed. (1987). William Saroyan: The Man and the Writer Remembered. Fairleigh Dickinson University Press. ISBN 978-0-8386-3308-3.
- Keyishan, H. , 1995. Critical Essays in William Saroyan.
- Leggett, John, 2002. A Daring Young Man: A Biography of William Saroyan.
- Linde, Mauricio D. Aguilera, 2002, "Saroyan and the Dream of Success: The American Vaudeville as a Political Weapon," 11.1 (Winter): 18–31.
- Radavich, David. "War of the Wests: Saroyan's Dramatic Landscape." American Drama 9:2 (Spring 2000): 29–49.
- Samuelian, Varaz, 1985. Willie & Varaz: Memories of My Friend William Saroyan.
- Whitmore, Jon, 1995. William Saroyan.
- Hunter, Pat; Stevens, Janice (2008). William Saroyan: Places in Time. Fresno: Craven Street Books. ISBN 978-1-933502-24-3.